# Diocesi di Utimmira
La diocesi di Utimmira (in latino Dioecesis Utimmirensis) è una sede soppressa e sede titolare della Chiesa cattolica.

## Storia
Utimmira, nel territorio di Cartagine nell'odierna Tunisia, è un'antica sede episcopale della provincia romana dell'Africa Proconsolare, suffraganea dell'arcidiocesi di Cartagine.
Sono solo due i vescovi attribuiti a questa diocesi: il cattolico Severo, che intervenne alla conferenza di Cartagine del 411, che vide riuniti assieme i vescovi cattolici e donatisti dell'Africa romana; in quell'occasione la sede non aveva vescovi donatisti; e il vescovo Reparato, che prese parte al sinodo riunito a Cartagine dal re vandalo Unerico nel 484, in seguito al quale venne esiliato in Corsica.
Dal 1933 Utimmira è annoverata tra le sedi vescovili titolari della Chiesa cattolica; dal 15 luglio 2023 il vescovo titolare è Edouard Isango Nkoyo, vescovo ausiliare di Kinshasa.

## Cronotassi

### Vescovi
- Severo † (menzionato nel 411)
- Reparato † (menzionato nel 484)

### Vescovi titolari
- Adolf Kindermann † (11 luglio 1966 - 23 ottobre 1974 deceduto)
- Jorge Adolfo Carlos Livieres Banks † (12 ottobre 1976 - 24 luglio 1987 nominato prelato di Encarnación)
- Antonio Ignacio Velasco García, S.D.B. † (23 ottobre 1989 - 27 maggio 1995 nominato arcivescovo di Caracas)
- Bernard Emmanuel Kasanda Mulenga (14 febbraio 1998 - 1º agosto 2009 nominato vescovo di Mbujimayi)
- Andrés Vargas Peña (22 giugno 2010 - 28 settembre 2019 nominato vescovo di Xochimilco)
- Edouard Isango Nkoyo, dal 15 luglio 2023